# نشيد تايلاند الوطني
بلينج شات (بالتايلندية:เพลงชาติ) مما يعني نشيد وطني بالتايلندية. هو عنوان النشيد الوطني التايلندي. تمّ اعتماده في العاشر من ديسمبر عام 1939. الموسيقى من تلحين بيتر فيت والكلمات من تأليف لوانغ سارانوبرابان.
في العام 1939، عندما تم تغيير اسم البلد من سيام إلى تايلند، تم إعلان مسابقة لتأليف كلمات جديدة لنشيد جديد، وانتهت المسابقة بفوز لوانغ سارانوبرابان. وأمر رئيس الوزراء بلايك بيبولسونجرام فيبونسونغكرام أن يُعزَف النشيد الجديد كل يوم في تمام الثامنة صباحاً ومرّة أخرى في تمام السادسة مساءً، ويطلب من الجماهير أن تقف وتظهر الاحترام للبلد عند عزف النشيد. لايزال هذا القانون في حيّز التطبيق حتى يومنا هذا.

## كلمات النشيد بالتايلندي
| بحروف تايلندية               | بحروف عربية                                | ترجمة عربية                                              |
| ---------------------------- | ------------------------------------------ | -------------------------------------------------------- |
| ประเทศไทยรวมเลือดเนื้อชาติเชื้อไทย | براتيت تاي روام ليوات نوا شات شوا تاي,     | تايلند توحّد أجساد ودماء التايلنديين                      |
| เป็นประชารัฐ ไผทของไทยทุกส่วน    | بن براتشا رات، باتاي كونغ تاي توك سوان,    | أمة الشعب; تنتمي للتايلنديين بكافة الصلات.               |
| อยู่ดำรงคงไว้ได้ทั้งมวล            | يو دامرونغ كونغ واي داي تانغ موان,         | لقد حافظنا على الاستقلال طويلاً                           |
| ด้วยไทยล้วนหมาย รักสามัคคี        | دواي تاي لوان ماي، راك ساماكهي,            | لأن التايلنديين يناشدون ويحبون الوحدة.                   |
| ไทยนี้รักสงบ แต่ถึงรบไม่ขลาด       | تاي ني راك سانكوب، تآي توينغ روب ماي كلات, | التايلنديون محبون للسلام;ولكن عند الحروب نحن لسنا جبناء. |
| เอกราชจะไม่ให้ใครข่มขี่           | إيكارات تشا ماي هاي كراي كوم كي,           | لن تهدد سيادتنا                                          |
| สละเลือดทุกหยาดเป็นชาติพลี        | سالا ليوات توك يات بن شات بالي,            | نضحي بكل قطرة من دمائنا                                  |
| เถลิงประเทศชาติไทยทวี มีชัย ชโย   | تالوينغ براتيت شات تاي تاوي مي شاي شايو.   | نادي يا أمة تايلند، سيدوم النصر طويلاً.هيّا                |